# Tingsted
Tingsted is een plaats met 224 inwoners (2008) in de gemeente Guldborgsund op het Deense eiland Falster.
Tingsted heeft een romaanse kerk die dateert uit circa 1190 en oorspronkelijk was gewijd aan Sint-Pieter. De gewelven zijn omstreeks 1500 beschilderd door de meester van Elmelunde. De parochie maakt deel uit van de proosdij Falster van het lutherse bisdom Lolland-Falster.